# Avenida Bernardo O'Higgins (Córdoba)
La Avenida Bernardo O'Higgins es una importante avenida del sur de la ciudad de Córdoba (Argentina).
Esta, es la ruta provincial  A-103  o conocido popularmente como  Camino a San Carlos  e integra la Red de Accesos de la Ciudad de Córdoba.

## Toponimia
La avenida debe su nombre a Bernardo O'Higgins Riquelme quien fuera un político y militar chileno.

## Recorridos sobre su traza
Las líneas urbanas que se mencionan a continuación no recorren totalmente la avenida, pero si lo hacen en gran parte del trayecto.
| Corredor | Líneas                                      |
| -------- | ------------------------------------------- |
|          | - Línea A5 - Línea A7 - Línea A8 - Línea A9 |
|          | - Línea 600 - Línea 601                     |